# Mendelssohn Inlet
Das Mendelssohn Inlet ist eine vereiste, 40 km lange und 15 km breite Bucht an der Nordküste der Beethoven-Halbinsel auf der westantarktischen Alexander-I.-Insel. Sie liegt zwischen der südwestlich gelegenen Derocher- und der Eroica-Halbinsel im Nordosten und wird vollständig vom Mendelssohn-Schelfeis eingenommen.
Die erste Sichtung und grobe Kartierung geht auf Wissenschaftler der United States Antarctic Service Expedition (1939–1941) zurück. Eine neuerliche Sichtung und die Erstellung von Luftaufnahmen erfolgten bei der US-amerikanischen Ronne Antarctic Research Expedition (1947–1948). Der britische Geograph Derek Searle vom Falkland Islands Dependencies Survey verwendete 1960 diese Luftaufnahmen für eine neuerliche Kartierung. Das UK Antarctic Place-Names Committee benannte das Inlet am 2. März 1961 nach dem deutschen Komponisten Felix Mendelssohn Bartholdy (1809–1847).